# Mel Patton
Mel Patton (eigentlich Melvin Emery Patton; * 16. November 1924 in Los Angeles, Kalifornien; † 9. Mai 2014 in Fallbrook, Kalifornien) war ein US-amerikanischer Sprinter und Olympiasieger.
Patton hatte seine größten sportlichen Erfolge, während er als Student an der University of Southern California war. Nach seiner Zeit als aktiver Sportler arbeitete er einige Jahre als Trainer in der Leichtathletik, bevor er voll in die Elektronik-Industrie wechselte.
1947, 1948 und 1949 gewann er die 100 Yards bei den NCAA-Meisterschaften, wobei er 1949 gleichfalls über 220 Yards gewann. 1947 stellte er mit 9,4 s einen neuen Weltrekord auf, den er im Folgejahr auf 9,3 s verbesserte. 1949 durchbrach er den von Jesse Owens gehaltenen Weltrekord über 220 Yards.
Bei den Olympischen Spielen 1948 in London wurde er im 100-Meter-Lauf Fünfter, gewann aber die Goldmedaille im 200-Meter-Lauf vor dem anderen US-Amerikaner Barney Ewell (Silber) und dem Panamaer Lloyd La Beach (Bronze), sowie die Mannschaftsgoldmedaille in der 4-mal-100-Meter-Staffel, zusammen mit seinen Teamkollegen Barney Ewell, Lorenzo Wright und Harrison Dillard, vor den Teams aus Großbritannien (Silber) und Italien (Bronze).